# Nellina Mazzulla
Nellina Mazzulla (Messina, 29 novembre 1980) è una pallavolista e giocatrice di beach volley italiana.

## Biografia
Nel 1994 viene convocata nella nazionale italiana di pallavolo juniores. Viene poi ingaggiata dalla Medinex Reggio Calabria di A2 negli anni successivi, partecipando a ben quattro finali nazionali giovanili. 
Partecipa a diversi campionati di serie B presso le società del Celtic Taormina, Volley Letojanni, Volley club Catania, Lucky Wind Trevi ,poi in serie A2 con Icot Forli , Aquila Azzurra Trani B1 , e Master Group Matera A2 nel 2010.
Nel Beach volley, partecipa al campionato italiano assoluto in coppia nel 2007 con Margherita Chiavaro, nel 2008 con Francesca Giogoli, nel 2009 con Graziella Lo Re, vincendo una medaglia d'argento e quattro medaglie di bronzo
Nell'estate 2010, in coppia prima con Chiavaro e solo nelle ultime due tappe con Lo Re conquista una medaglia d'argento e ben tre di bronzo al campionato italiano assoluto e arriva in finale tricolore a sfiorare lo scudetto contro le avversarie Campanari - Fanella ottenendo pero il secondo posto e la nomina di vice campione d'Italia. 

Nell'estate 2011, precisamente l'8 agosto, entra nella storia del beach volley italiano conquistando lo scudetto tricolore e il titolo di campionessa d'Italia entrando quindi a far parte dell'albo d'oro insieme alla compagna Graziella Lo Re. 
Milita nelle file della Pallavolo Marsala, squadra che disputerà nella stagione 2012/13 il campionato di serie A2; Nellina è stata tra le artefici della storica promozione in serie A del sodalizio lilibetano. Nell'estate 2013, insieme alla compagna F.Giogoli si conferma tra le big del Beach Volley conquistando ben 4 ori al Campionato Italiano. Attualmente, stagione 2013/14, alla Betitaly Maglie (LE) disputa il campionato nazionale di serie B1, e nel Gennaio del 2014 riceve la Medaglia di Bronzo al Valore Atletico del Comitato Olimpico Nazionale Italiano per la stagione agonistica 2011.
Nell'estate 2016 in coppia con la storica Compagna Lo re Graziella ripeto per la quarta volta l'impresa di arrivare in finale, di fronte al pubblico Catanese di casa, contro le quotate avversarie Nazionali Menegatti- Giombini, conquistando la medaglia d'argento.
Nell’estate 2017 viene convocata dalla società Pomi Casalmaggiore militante nel campionato di serie A1 di pallavolo per disputare la finale del Campionato Italiano 4x4 della Lega Volley summer Tour con la quale vince lo Scudetto.